# Léon Delbecque
Léon Delbecque est un homme politique français, né le 25 août 1919 à Tourcoing et mort dans la même ville le 9 décembre 1991.

## Famille et jeunesse
Léon Louis Henri Delbecque naît le 25 août 1919 dans une famille ouvrière et radicale-socialiste, de Jeanne Delbecque et d'un père sous-officier britannique.
Après des études à l'Institut Saint-Louis de Tourcoing, devenu ourdisseur à quinze ans dans le textile, Léon Delbecque est un militant jociste et pratique le sport cycliste.

## Seconde Guerre mondiale
Mobilisé en 1939, il effectue un stage de sous-officier au DGI 213 au château de Beauregard puis sert au 24e RI qui défend Paris, passe la Loire à Orléans et arrive à Bordeaux le 14 juin 1940 puis est soigné à l'hôpital de Marmande. En août 1940, il est affecté au 32e RI de Loches, un régiment de l'armée d'armistice dans lequel il s'engage pour trois ans. Il est arrêté, jugé pour complicité de résistance au tribunal de Clermont-Ferrand mais bénéficie d'un non-lieu. En novembre 1941, il est chargé de missions en zone interdite, puis est recruté en décembre 1942 dans le réseau Buckmaster (SOE), formé à Bradford par le War Office pour lequel il effectue des missions de renseignement et de sabotage. Il entre à l'école de police de Lille en juillet 1943, ce qui lui permet une circulation plus aisée.
Lors de libération de Tourcoing, il est blessé au cours d'un combat contre des chars. De septembre à décembre 1944, il effectue une formation d'officier à l'école des cadres de Bondues. Nommé alors sous-lieutenant, il est affecté dans les commandos franco-canadiens qui combattent lors de l'offensive von Rundstedt, dans les Ardennes. Affecté au 51e RI, il est de nouveau blessé devant la poche de Dunkerque. Il est ensuite envoyé à Berlin pour le compte du 2e bureau de novembre 1945 à janvier 1946 puis affecté au 43e RI dans la Sarre.
Son fils aîné, Guy, est mort pour la France en septembre 1960 dans les Aurès.

## Parcours politique

### Gaulliste pour l’Algérie française et coordinateur de l'Opération Résurrection
Léon Delbecque devient un responsable gaulliste en prenant des responsabilités départementales (délégué de la puissante fédération du Nord) au sein du Rassemblement du peuple français (RPF) de 1947 à 1953. Il est ensuite secrétaire général du Centre national des Républicains sociaux du département du Nord, la plus importante  de 1954 à 1958.
Sur le plan électoral, il est conseiller municipal et adjoint au maire de Tourcoing, sa ville natale, de 1947 à 1959.
Délégué personnel de Jacques Chaban-Delmas, fervent gaulliste, alors ministre de la Défense et des armées, en 1957, chargé de développer les méthodes et techniques de la Guerre psychologique et de promouvoir et former les officiers gaullistes, avec un statut semi-officiel, continuant à être salarié par l'entreprise privée qui l'employait auparavant, et supervisé par Roger Frey alors secrétaire général  du parti gaulliste des Républicains sociaux et futur ministre de l'Intérieur de De Gaulle.
Il devient en janvier 1958 chargé de mission de la Défense nationale à Alger afin d'y implanter un bureau semi-officiel dans le but de faciliter le retour au pouvoir du général Charles de Gaulle par le complot Opération Résurrection dont il est l'un des coordinateurs, avec le commandant Vitasse. Lors du putsch d'Alger du 13 mai 1958, il participe à la création du Comité de salut public, dont il devient le vice-président. C'est aussi lui qui a convaincu le général en chef de l'armée en Algérie Raoul Salan de faire son appel au retour de Charles de Gaulle « Vive de Gaulle » du haut du balcon du Gouvernement général, devant la foule insurrectionnelle, parole déterminante dans l'issue de la crise de mai 1958 et la conclusion réussie de l'Opération Résurrection. Le 4 juin, il se trouve à l'aéroport d'Alger avec ce dernier et Massu pour accueillir de Gaulle, nommé président du Conseil par le président de la République René Coty le 1er juin, sous la pression des pro-Algérie française. Il accompagne le Général sur la place du Forum, d'où celui-ci lance son célèbre « Je vous ai compris ».
Aux élections législatives de 1958, Léon Delbecque est élu député de la troisième circonscription du Nord (Lille-Nord et Lille-Nord-Est), sous l’étiquette du parti gaulliste UNR.

### Rupture avec de Gaulle
Proche de Jacques Soustelle, Léon Delbecque s'oppose à l'indépendance de l'Algérie et anime un certain nombre de mouvements pro-Algérie française, dont le comité de Vincennes avec Georges Bidault. Il rompt avec l'UNR en 1959, s'apparentant à l’Assemblée nationale au groupe Unité de la République, qui réunit les députés algériens et qui est renommé en 1960 « Regroupement national pour l'unité de la République ». Le 18 mai 1962, il témoigne au procès de Raoul Salan au sujet de l'affaire Si Salah et de l'existence de polices parallèles.
Battu aux élections législatives de 1962, il s'éloigne de la vie politique, mais demeure proche de Jacques Soustelle et de Marie-Madeleine Fourcade. Il anime avec Jean-Dominique Taousson le Courrier austral parlementaire.
Pendant la guerre froide, avec le rang de colonel, il soutient le combat de Jonas Savimbi, chef de l'Union nationale pour l'indépendance totale de l'Angola (UNITA), contre le MPLA communiste et le corps expéditionnaire castriste.